# Panga Nueva (La Central)
Panga Nueva (La Central) es una localidad del municipio de Huimanguillo ubicado en la subregión de la Chontalpa del estado mexicano de Tabasco.

## Geografía
La localidad de Panga Nueva (La Central) se sitúa en las coordenadas geográficas 18°11′41″N 94°01′23″O / 18.194722, -94.023056, a una elevación de -1 metro sobre el nivel del mar.

## Demografía
Según el Conteo de Población y Vivienda 2020, efectuado por el Instituto Nacional de Estadística y Geografía, la localidad de Panga Nueva (La Central) tiene 22 habitantes, de los cuales 13 son del sexo masculino y 9 del sexo femenino. Su tasa de fecundidad es de 1.29 hijos por mujer y tiene 6 viviendas particulares habitadas.
| Gráfica de evolución demográfica de Panga Nueva (La Central) entre 1990 y 2020 |
|                                                                                |
| INEGI.                                                                         |